# Sumac grimpant
Toxicodendron radicans
Pour les articles homonymes, voir Poison Ivy et Sumac (plante).
Espèce
Classification phylogénétique
Le sumac grimpant, herbe à puce, bois de chien, sumac vénéneux ou poison ivy (Toxicodendron radicans, anciennement Rhus radicans) est une liane de la famille des Anacardiaceae, comme les anacardiers et les pistachiers. C'est une plante sauvage originaire d'Amérique du Nord, où elle est commune dans une grande partie des États-Unis et du Canada. Il est aussi possible de la voir en Amérique du Sud et en Asie tempérée. Comme celle d'autres espèces proches, sa sève peut être sensibilisante et induire de sévères réactions allergiques (dermatite de contact).

## Synonymes
- Rhus radicans L.
- Rhus toxicodendron sensu P.Fourn. (ne pas confondre avec Rhus toxicodendron L. qui est, en fait, Toxicodendron pubescens Mill.)

## Description
- Cette plante adopte divers ports : rampante, dressée et buissonnante, ou longuement grimpante.
- Les feuilles sont pétiolées, trifoliolées, à folioles ovées ou rhomboïdales, entières ou crénelées ou irrégulièrement paucidentées.
- Les fleurs (longueur 3 mm) sont verdâtres, en panicule axillaire lâche
- Le fruit est glabre, blanc.

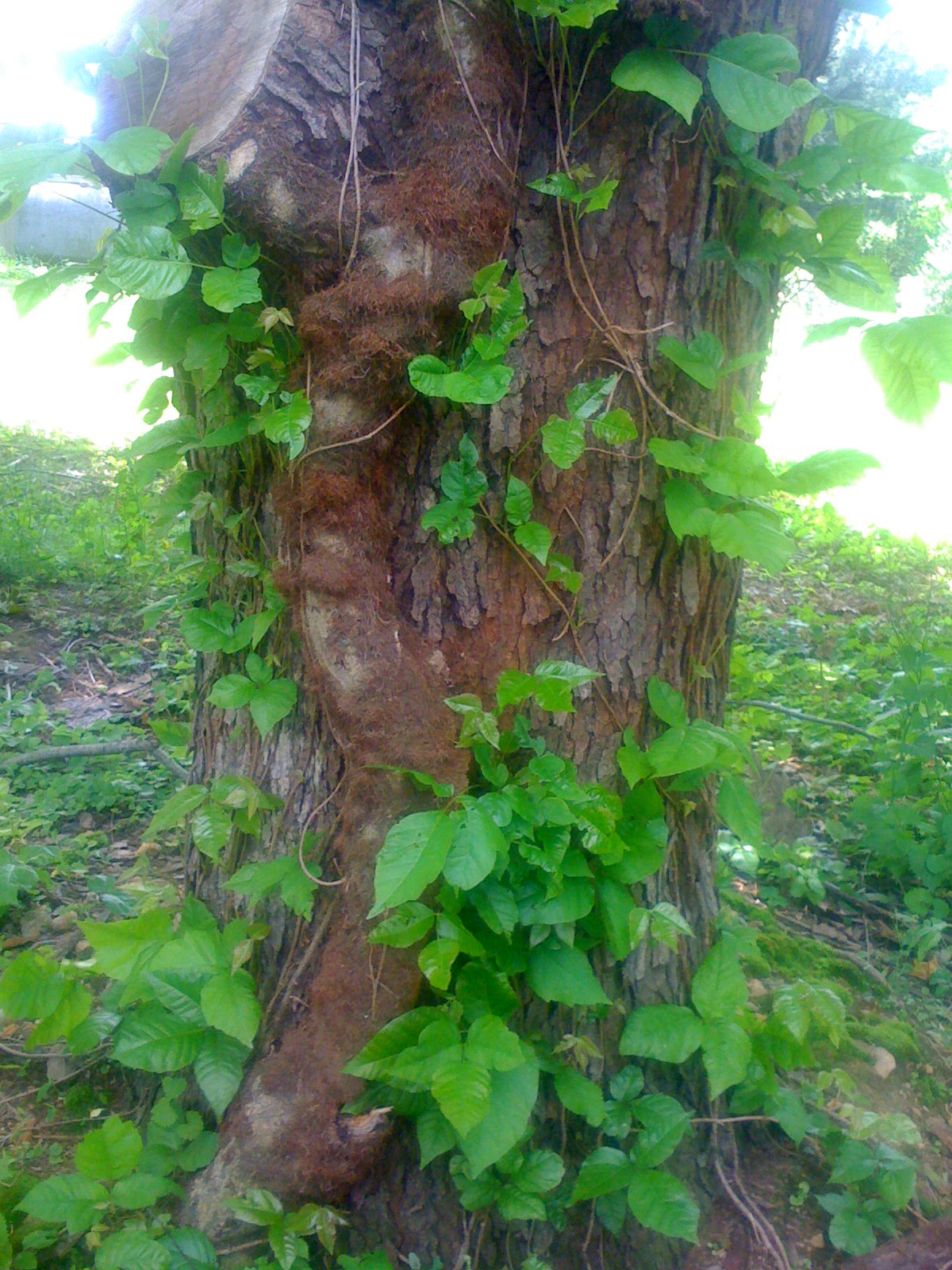
« Tronc » d'une liane ancienne.
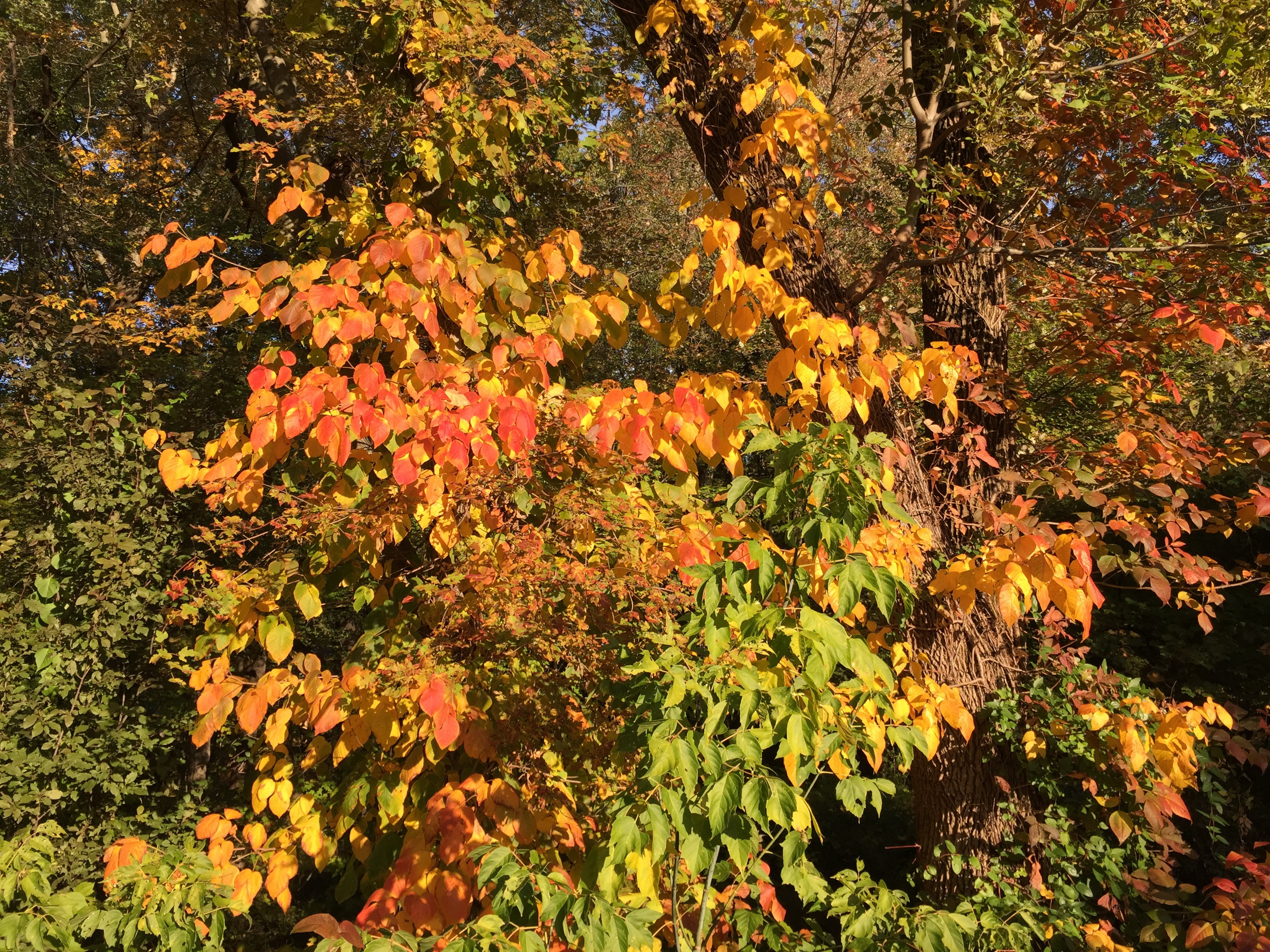
Feuillage d'automne.
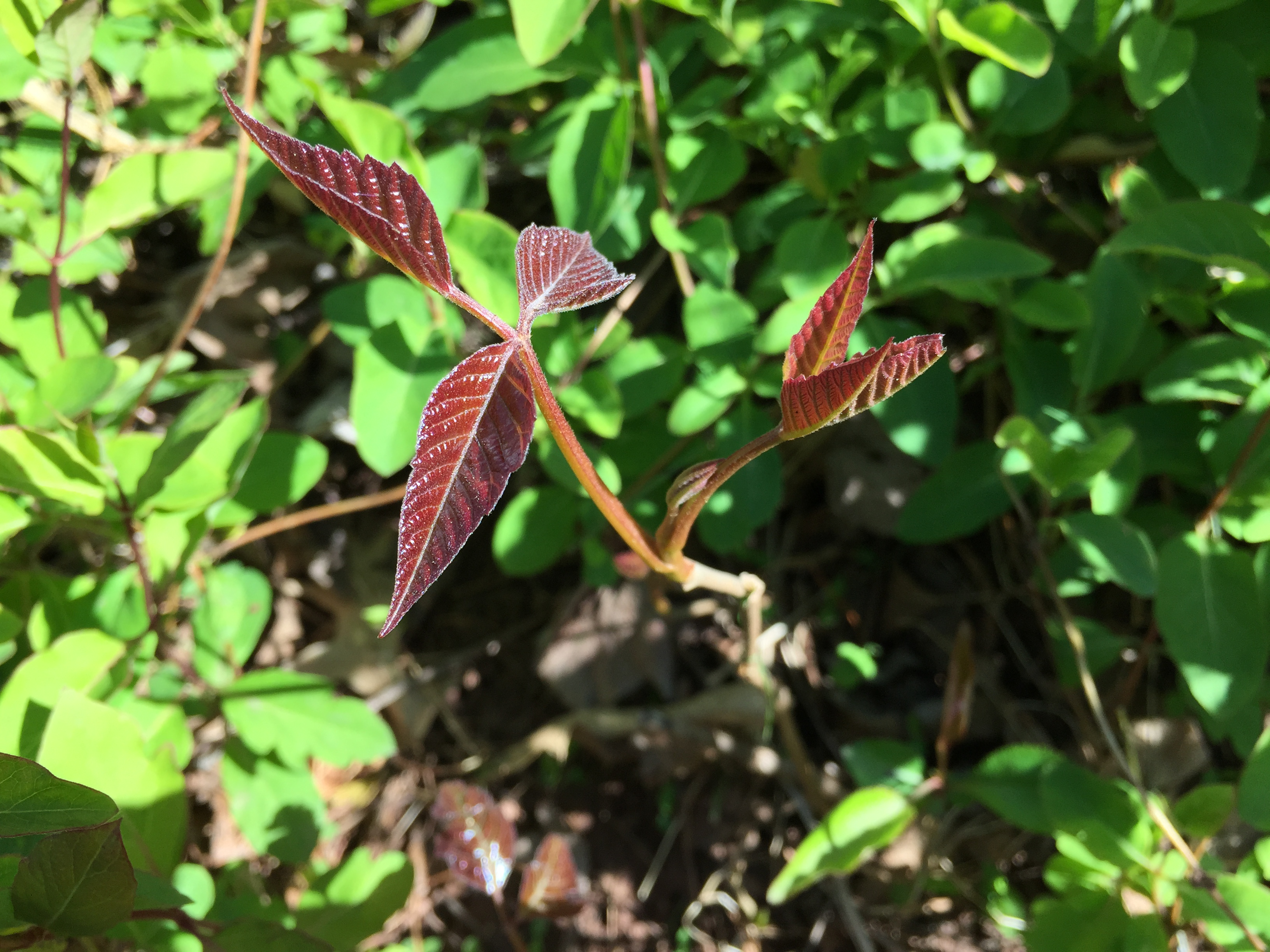
Jeunes feuilles.
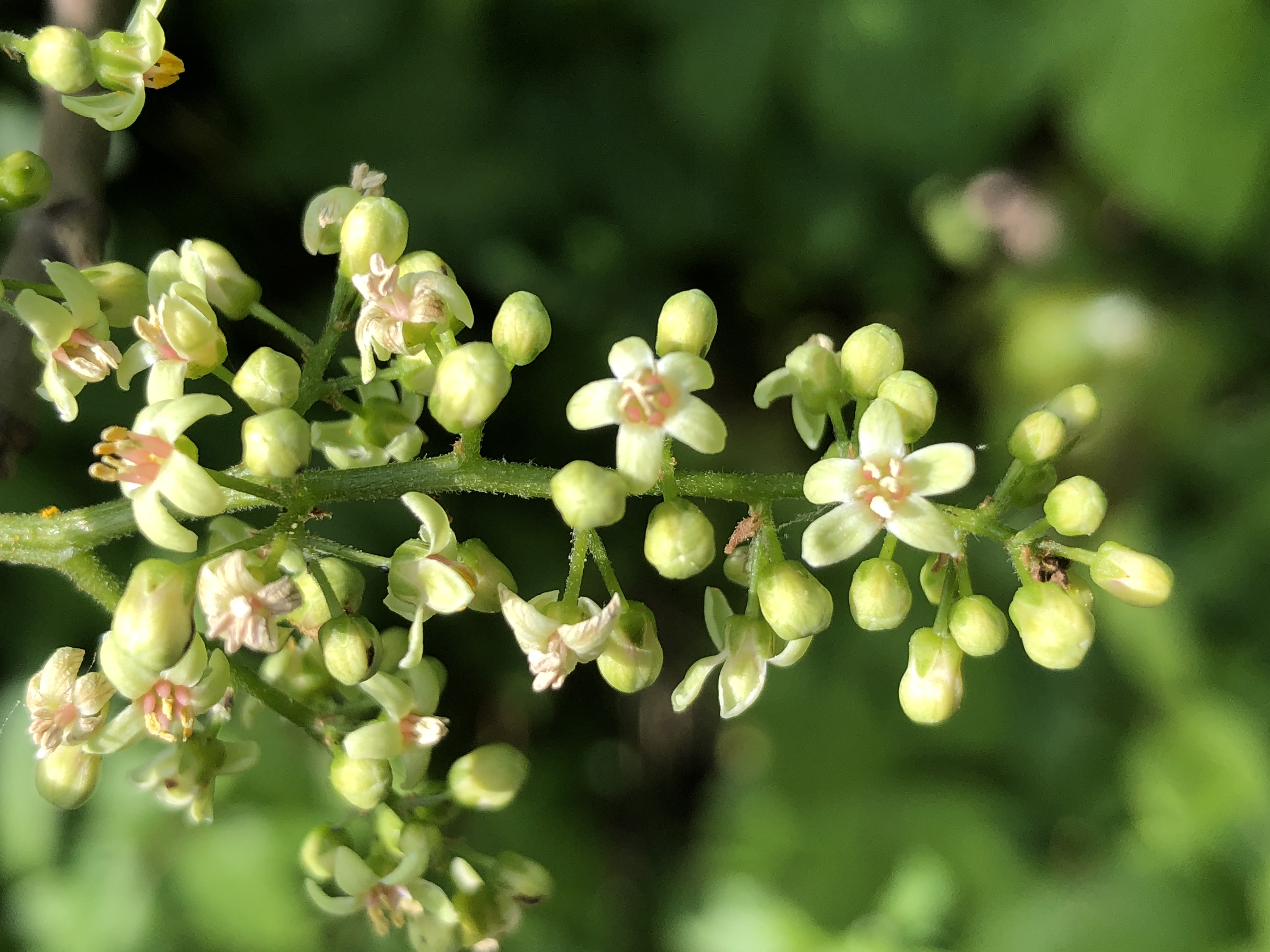
Floraison.
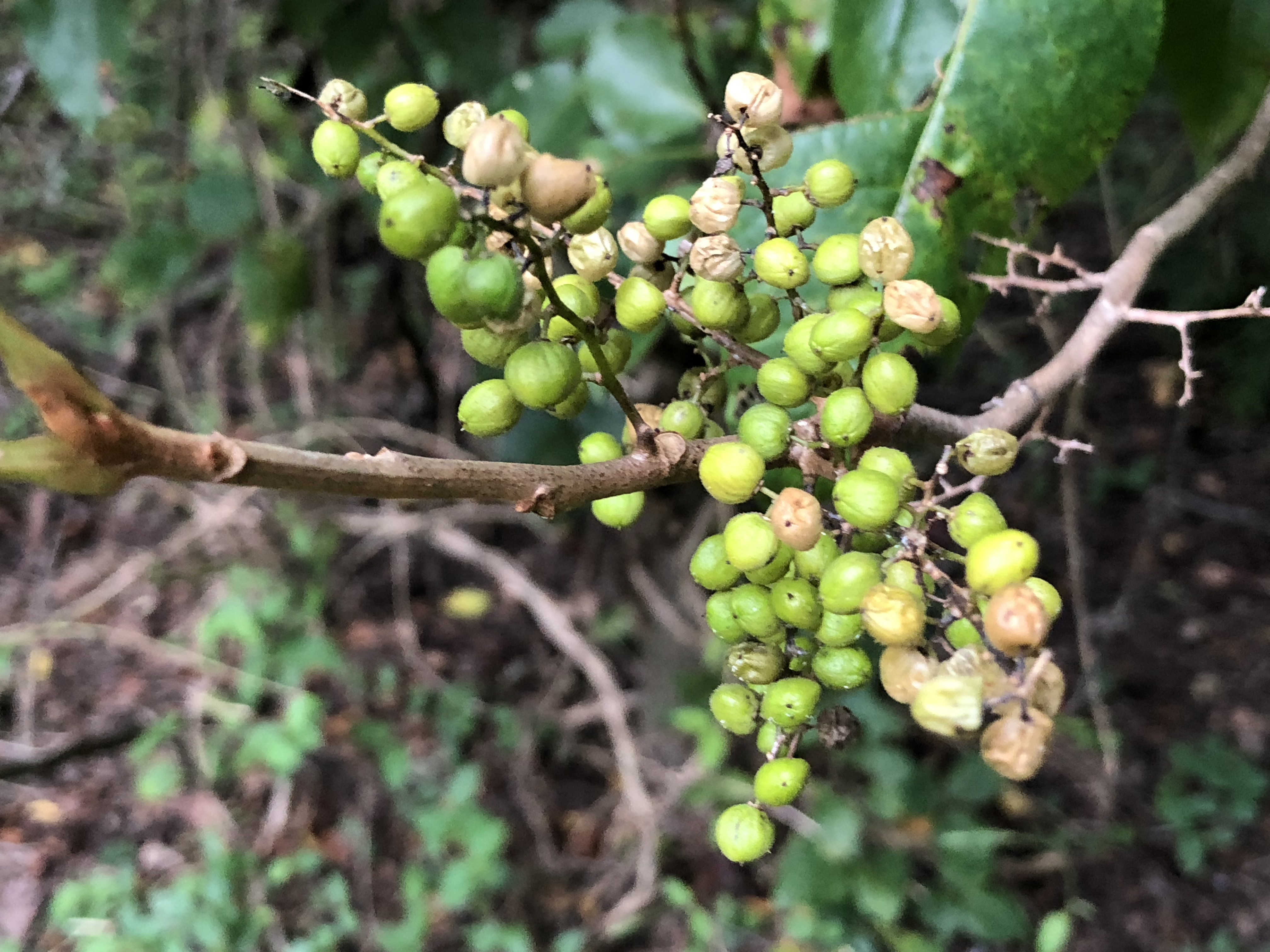
Fruits immatures (fin d'été).
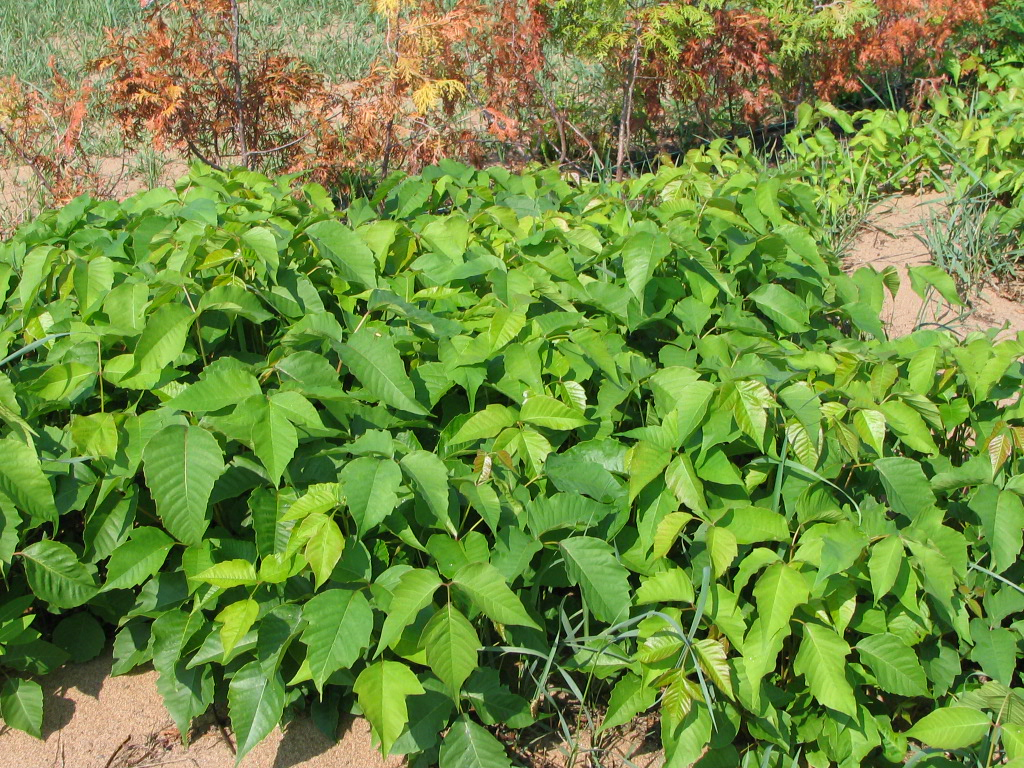
Rhus radicans, Batiscan, Québec, Canada
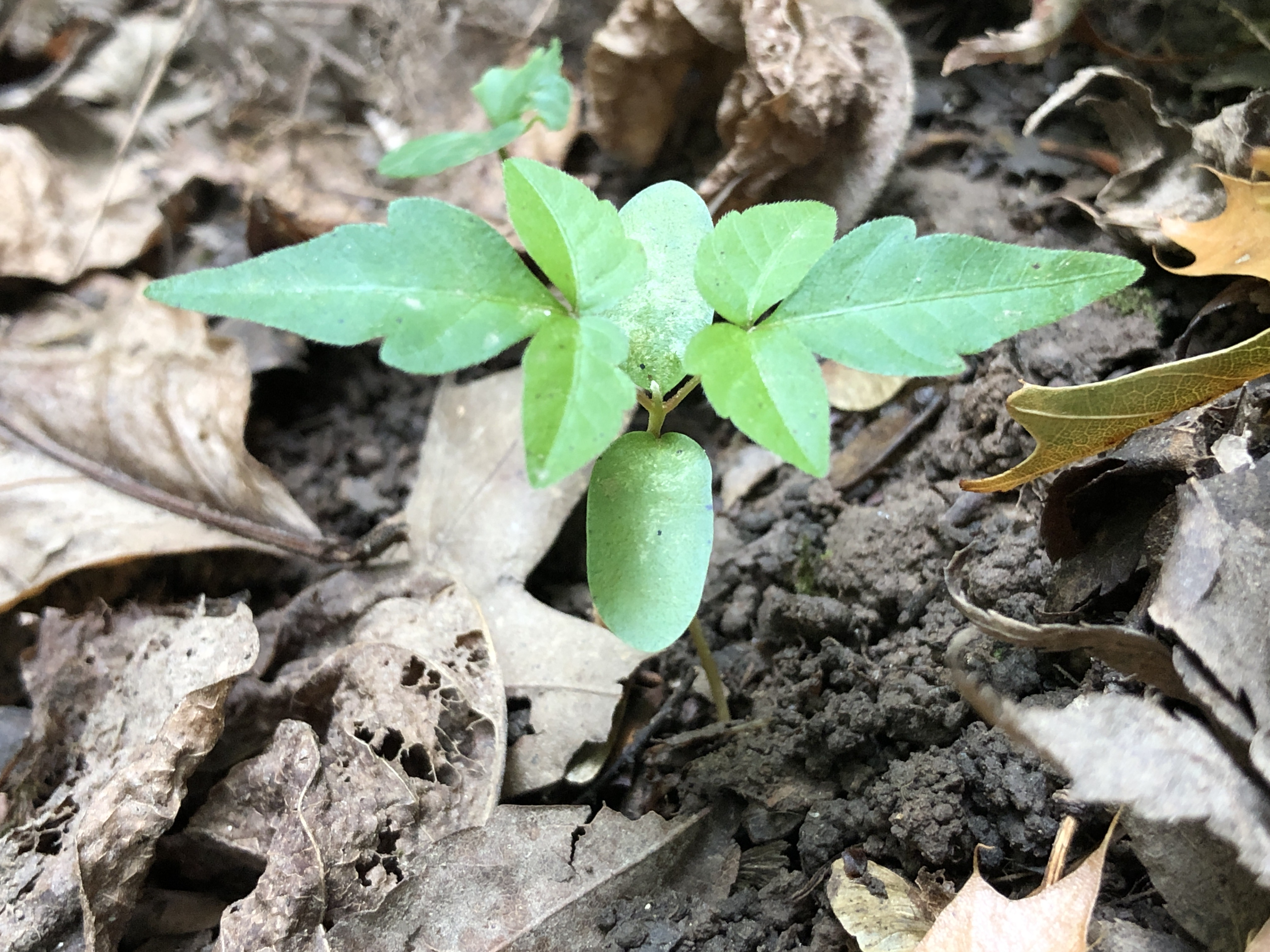
Plantule.

## Reproduction
Cette espèce se multiplie par ses graines. Toutefois, les individus sont souvent sans fleurs et sans fruits. Lorsqu'elle a lieu, sa floraison est estivale.

## Écologie

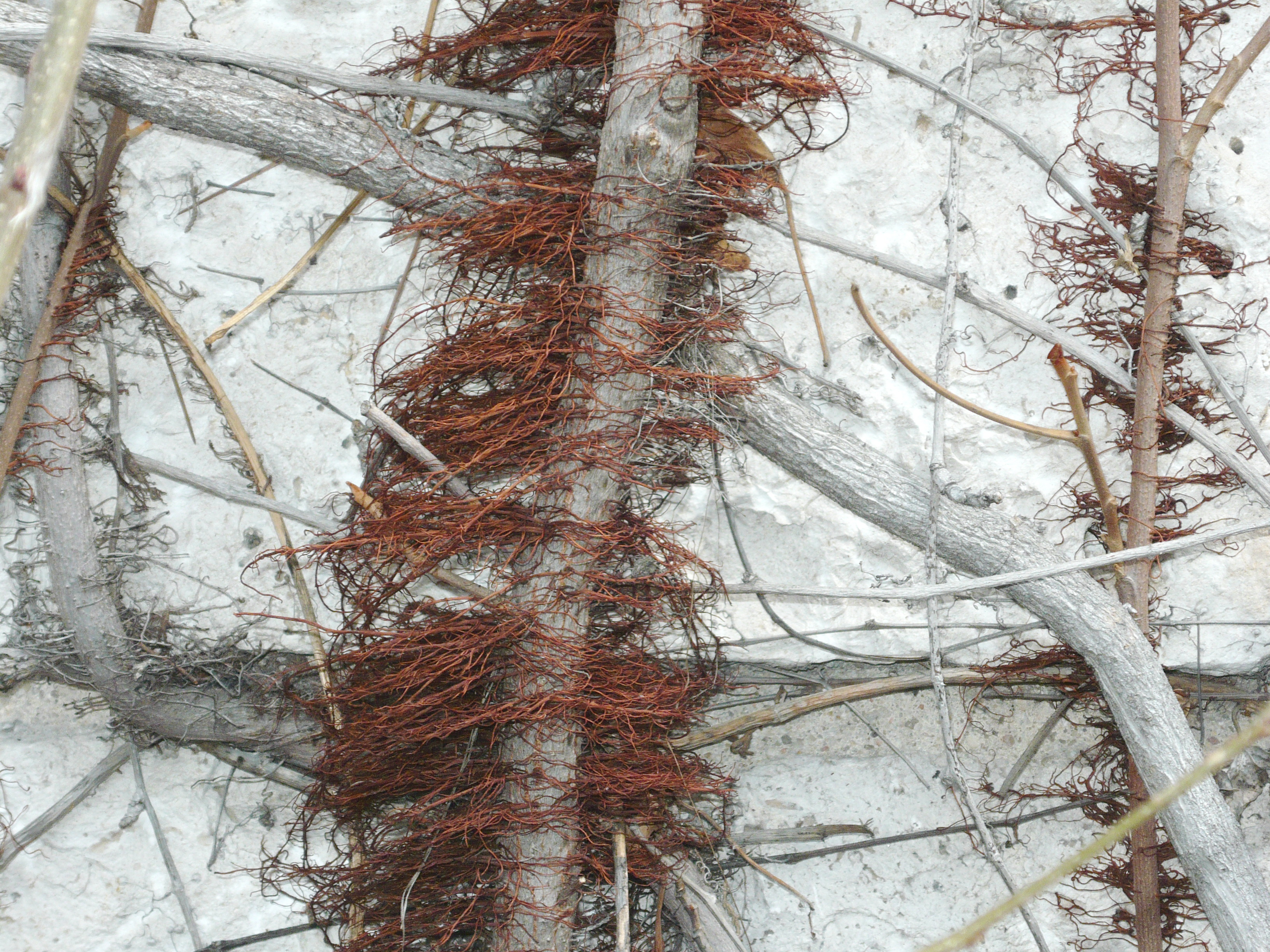
Détail des crampons qui permettent à cette liane de profiter des arbres pour coloniser l'espace.

La sève de cette espèce est très irritante et allergène pour l'Homme, mais les oiseaux mangent ses fruits sans problèmes, et divers herbivores (bétail y compris) broutent ses feuilles apparemment sans effets nocifs pour eux.
Les oiseaux frugivores sont considérés comme les disperseurs des graines de cette espèce. Or ces oiseaux, comme d'autres, voient leur aire de répartition rapidement changer, de même pour leurs dates de migration en raison des changements climatiques (qui perturbent la phénologie des espèces, en ville notamment surtout pour les oiseaux effectuant de longues migrations), et des modifications écopaysagères induites par les activités humaines (agriculture, foresterie, urbanisme, voies de circulation, éclairage nocturne…).
Des scientifiques cherchent à modéliser les effets des grandes perturbations humaines (artificialisation, destruction et fragmentation des habitats naturels, urbanisation, pollution, changement climatique, etc.) sur les écosystèmes en général, et sur les espèces susceptibles de poser des problèmes pour la santé et/ou de devenir invasives en particulier. Le sumac grimpant, originellement principalement associé à certains biomes et habitats forestiers fait partie des espèces susceptibles d'être perturbées par des changements de niche écologique. De plus, les incendies de forêt (de plus en plus graves ou plus fréquents) peuvent disperser les allergènes synthétisés par cette liane.

À ce jour, selon Istvan Karsai et al. (2022), en modélisant les effets croisés de l'urbanisation et du changement climatique sur la maturation et dispersion des graines de sumac par les oiseaux (en tenant compte des pertes par chutes au sol, fruits parasités ou consommés par les oiseaux), le succès de germination devrait plutôt diminuer en zone urbaine (bien que les sumacs y produisent généralement plus de fruits qu'ailleurs). Selon les scénarios climatiques, l'« inadéquation phénologique » (asynchronisme entre les rythmes biologiques des plantes et des oiseaux disperseurs de graines) pourrait, plus ou moins, s'aggraver, au détriment des succès de germination du sumac, et c'est en ville qu'on s'attend aux effets les plus exacerbés du réchauffement global (avec des effets synergiques). En 2022 on manque encore de données pour bien prédire et atténuer les effets de l'anthropisation sur les sumacs.

## Histoire, usages médicinaux anciens
Selon le médecin valenciennois André Ignace Joseph Dufresnoy :

« cette plante avait toujours passé pour inutile et même dangereuse en médecine. Un jeune fleuriste étant venu dans le jardin botanique de Valenciennes, un jour de leçon publique, pour y voir des plantes exotiques et étrangères que j'avais récemment reçues de Hollande ; il me fit, après la leçon, plusieurs questions sur le Rhus radicans dont je venais de faire la démonstration. Je n'avais pas omis, dans ma démonstration, de parler des précautions à prendre même pour cueillir cette plante et se préserver de ses effets nuisibles : mais un élève très-instruit et qui broye impunément cette même plante avec ses mains, n'eut pas de peine à persuader au jeune Fleuriste, que le Rhus radicans n'avait point en France les mauvaises qualités que je venais de lui attribuer. Pour prouver son assertion, il en prit une poignée de feuilles, les brisa, s'en frotta même les mains et les poignets, comme il avait déjà fait plusieurs fois, sans en ressentir la plus légère incommodité.
Le Fleuriste, convaincu que j'avais voulu l'amuser, renchérit sur mon élève, en affectant de broyer cette plante plus long-temps dans ses mains, et ne tarda point à se repentir de son imprudence. Le lendemain il se plaignit d'une démangeaison incommode aux mains et aux poignets. Mon élève, qu'il consulta, prit cette démangeaison pour l'indice de la galle, qu'il avait, lui dit-il, sans doute prise dans le voyage qu'il venait de faire. Il lui conseilla, pour arrêter les progrès de cette maladie, de se frotter, le même jour, les mains et les poignets, avec une demi-once d'onguent citrin, et de se purger le lendemain avec des pilules mercurielles. Ces conseils, furent suivis ; mais le jour de la purgation, les démangeaisons augmentèrent, et les poignets ainsi que les mains, commencèrent à gonfler et se couvrir d'un grand nombre de petits boutons, qui lui firent croire que c'était réellement la galle. L'élève, consulté de nouveau, s'applaudit d'avoir bien deviné, lui fit frotter les mêmes parties, comme étant le siège de la maladie, avec le double d'onguent, afin d'aller plus vîte. Le lendemain de la deuxième friction, les mains et les poignets, dont le gonflement avait augmenté pendant la nuit, étaient couverts d'une grande quantité de petits vésicules, qui se remplirent, en grossissant de plus en plus pendant sept ou huit jours, d'une sérosité jaunâtre qui annonçait un érésipèle fâcheux. Malgré les saignées, les bains, les fomentations émollientes et les boissons délayantes, la tête s'enfla si fort qu'il fut aveugle, par le gonflement prodigieux des paupières, pendant plus de vingt-quatre heures. Les démangeaisons se portèrent ensuite sur toutes les parties du corps, principalement les chevelues et celles de la génération, qu'il se mit en pièces à force de se gratter.
Au bout de dix jours les accidens cessèrent ; les poignets, qui avaient jeté beaucoup de sérosités, se dépouillèrent de leur épiderme, et le malade fut fort étonné de se voir guéri d'une dartre qu'il portait à l'un de ses poignets depuis plus de six ans. Cette dartre avait éludé les frictions, le sublimé corrosif à la plus forte dosé, ête les remèdes prescrits par les personnes de l'art, les plus éclairées de la province : depuis elle n'a plus reparu.
Persuadé que le jeune homme dont je viens de parler, ne devait point sa guérison à l'onguent citrin, comme il le croyait, mais qu'il en était redevable au Rhus-radicans, j'ai cru pouvoir l'employer intérieurement, sur plusieurs personnes attaquées de différentes espèces de dartres. J'ai commencé par faire sur moi-même l'essai de l'infusion de cette plante. Je n'avais point de dartres ; mais je voulus m'assurer des effets qu'elle pouvait produire sur l'estomac. Je fis donc infuser une foliole fraîche dans une livre d'eau bouillante, et je commençai par en prendre, soir et matin, une cuillerée à bouche. Cette dose ne me produisant pas d'effets sensibles, j'augmentai le nombre des folioles jusqu'à douze, pour la même quantité d'eau. J'observai qu'à cette dose mon estomac me faisait un peu de mal, que ma transpiration et mes urines étaient plus abondantes.
Convaincu, par ma propre expérience, que l'infusion du Rhus-radicans, prise intérieurement, ne pouvait produire aucun effet dangereux, je n'hésitai point à l'employer contre les affections dartreuses. Non-seulement ce remède me réussit ; mais on verra par les observations que je vais rapporter, que les succès que j'obtins contre ce genre de maladie, me conduisirent à la découverte de ses effets salutaires contre la paralysie des extrémités inférieures, ou la paraplexie »

— André Ignace Joseph Dufresnoy (1799), Des caractères de traitement et de la cure des dartres
Dufresnoy explique qu'il avait d'abord souhaité vérifier l'efficacité de la plante sur une vingtaine de malades avant de publier ces résultats, mais il les a publiés plus tôt (dès 1788) car un article en préparation à Paris présentait la plante comme très dangereuse, ce qui risquait de priver certains malades de son effet bénéfique à leur égard. 
Dufresnoy ajoute qu'après cette première publication, « des médecins qui, non-seulement n'avoient jamais employé cette plante, mais qui vraisemblablement n'en avaient jamais entendu parler, ou qui ne la connaissaient que de nom, avant que j'en eusse annoncé les vertus, se déchaînèrent avec aussi peu de raison que ceux qui se récrièrent pendant si long-temps contre la Cigue, et sur le danger de l'employer en médecine ».
Dufresnoy affirma plus tard avoir toujours utilisé avec succès les extraits de Rhus radicans contre les dartres et contre certaines paralysies. Il a utilisé l'eau distillée des feuilles du Rhus radicans, parfois « dans une légère infusion de feuilles de laurier-cerise » ou mêlée le matin avec du lait, et le soir avec un peu d'eau sucrée.
Dufresnoy utilisait une infusion de feuilles fraîches ou séchées (remplacée durant l'hiver par l'infusion de tiges du Sumac Rhus-radicans). Selon Dufresnoy (1799), ce médicament se montrait également efficace contre certaines formes de paralysie.
Il évoque aussi un possible effet antidépresseur ou euphorisant :

« La malade ne s'est aperçu de rien depuis la guérison. Elle m'a dit, qu'étant d'un caractère enclin à la tristesse, elle se trouvait gaie et toujours mieux disposée au travail, aussitôt qu'elle avait avalé son infusion de Rhus radicans Les autres malades, qui en ont fait usage depuis, m'ont fait le même aveu »

— André Ignace Joseph Dufresnoy (1799), Des caractères de traitement et de la cure des dartres

## Sève allergène

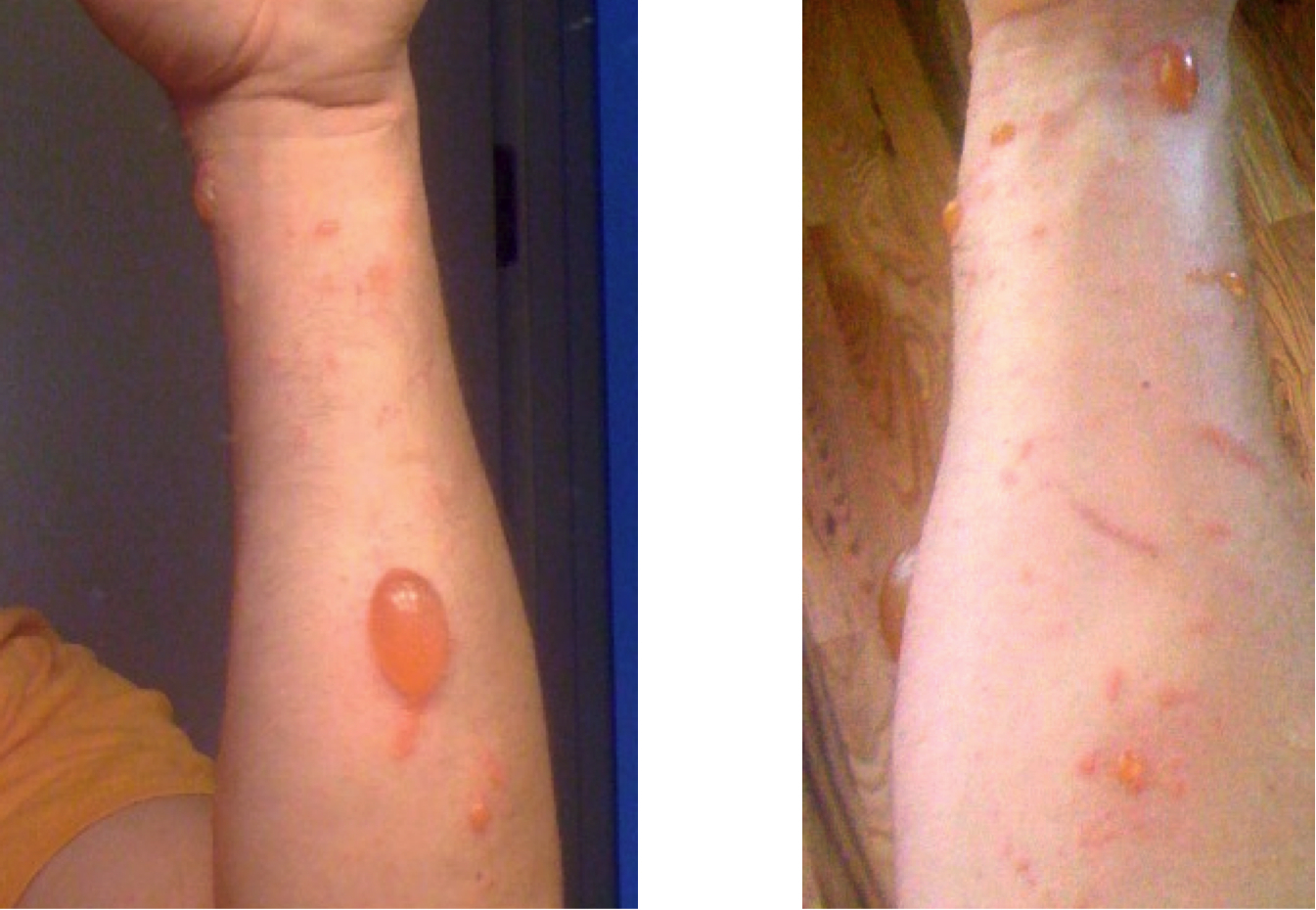
Exemples de réaction cutanée (dont lésions bulleuses) après contact de la peau avec le suc (sève) du sumac grimpant.

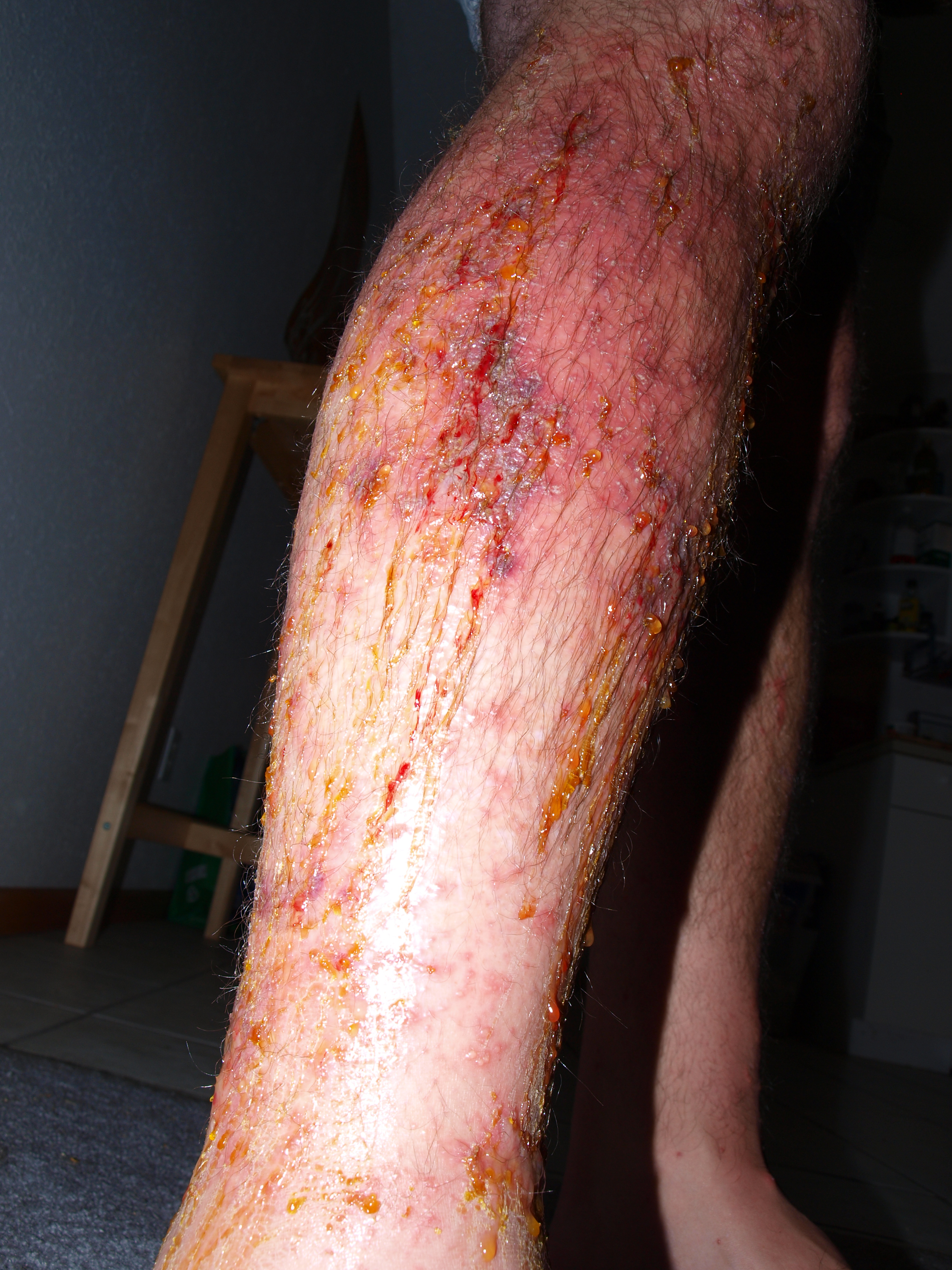
Lésions sévères induites par le contact de la peau avec la sève de Sumac grimpant chez une personne sensibilisée à l'urushiol (le composé allergène du Sumac grimpant).
Le fauchage ou l'utilisation d'un rotofil jambes nues et sans vêtement de protection est à proscrire.

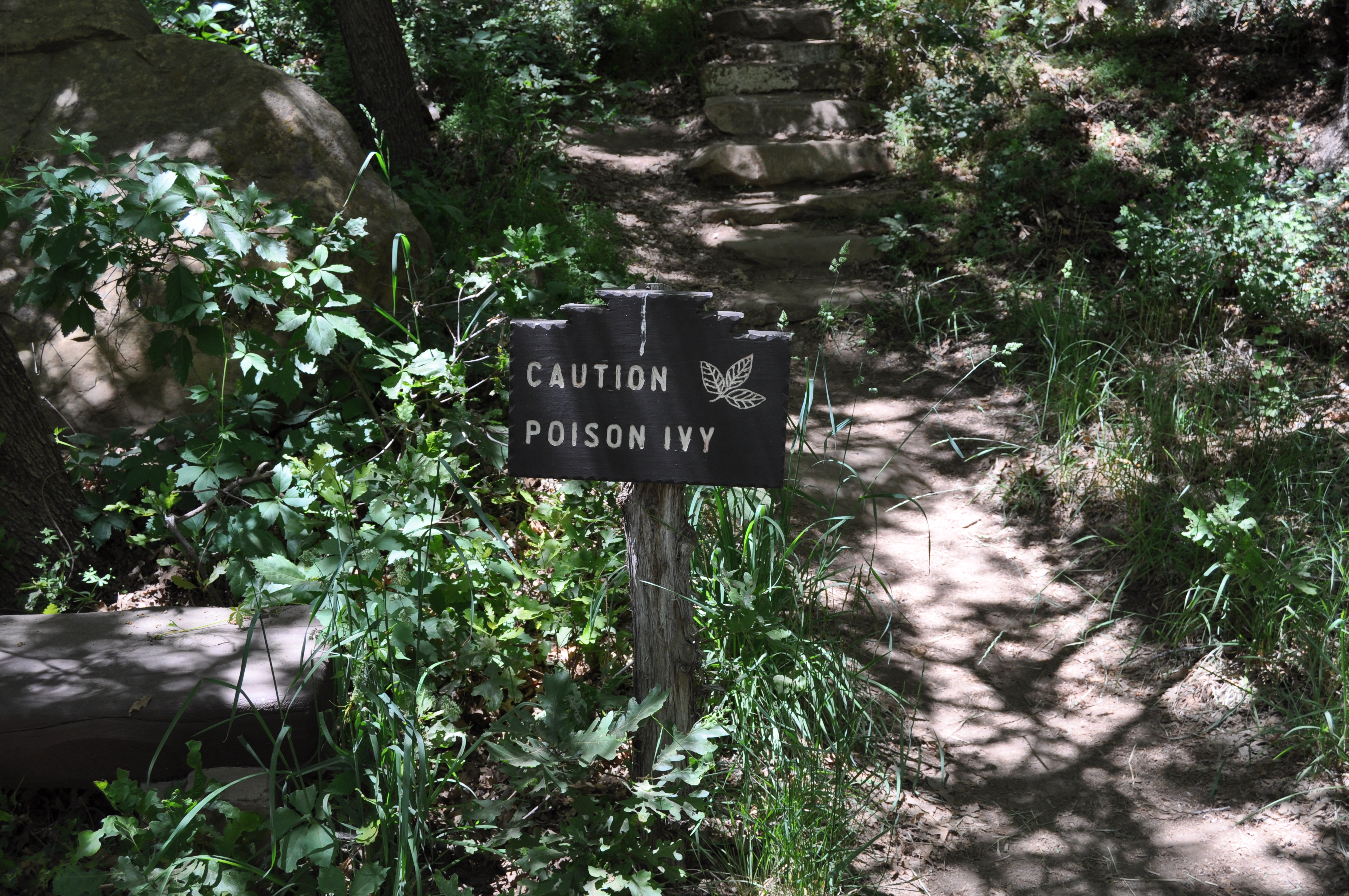
Panneau alertant les promeneurs : Attention, Sumac grimpant.

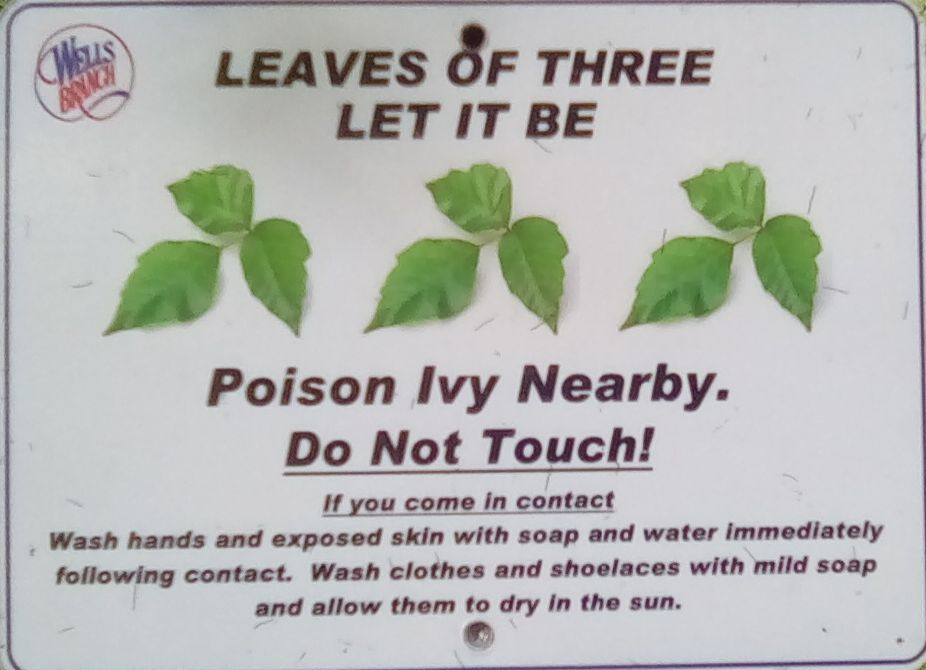
Panneau recommandant en cas de contact le lavage immédiat à l'eau et au savon, et le lavage des vêtements avec séchage au soleil.

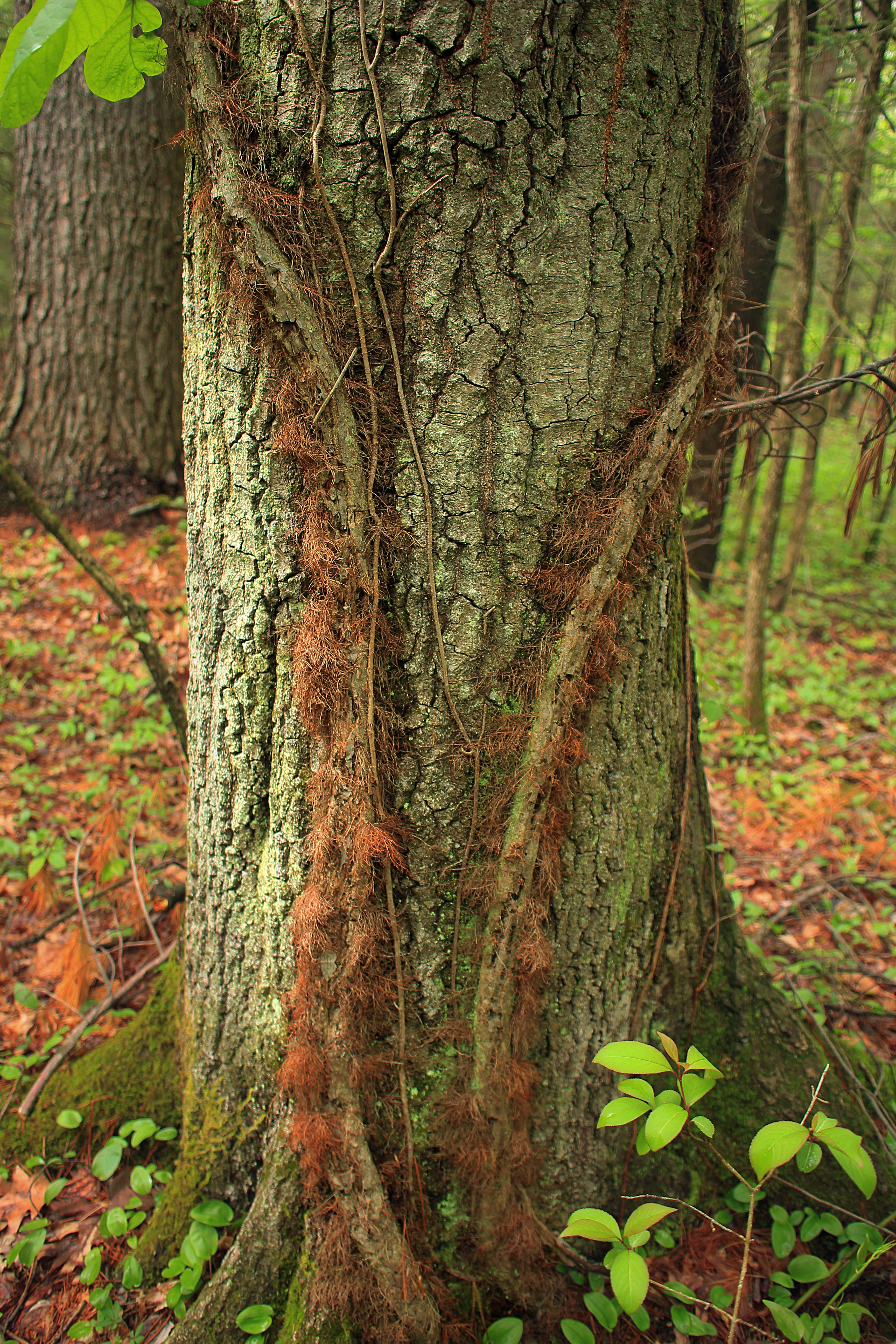
Le 'tronc' du sumac grimpant (sans feuilles) peut être confondu avec le lierre.

### Symptômes
Le contact direct avec la sève de Toxicodendron radicans ou tout contact indirect avec des vêtements (ex. : une simple étiquette de vêtement d'origine indienne, ayant reçu de la résine de Semecarpus anacardium), des outils, des animaux présentant des traces d'urushiol, suffisent à déclencher une allergie cutanée.
Dès le premier contact avec l'urushiol du sumac grimpant (sensibilisation), il est possible de développer une dermatite de contact. La fumée issue d'un feu de forêt ou plus encore issue du brûlage direct de la plante, ou de déchets de tonte, de fauchage ou débroussaillage mécaniques contenant la plante, peut libérer l'oléorésine dans l'air et provoquer une réaction allergique. Les feuilles mortes de la plante, même après quelques années (5 ans) peuvent provoquer une réaction allergique chez les plus sensibles[réf. souhaitée].
Une première exposition entraîne généralement un prurit et un érythème, suivis d'une éruption papulovésiculaire, d'un œdème et d'un suintement dans les 10 à 14 jours.
En cas de réexposition, les symptômes seront plus aigus et apparaissent en 24 à 72 heures. Des taches noires sont parfois présentes sur la peau ou sur les vêtements (urushiol oxydé à la suite de son exposition à l'air),,,. Vues au dermoscope, ces taches apparaissent comme des lésions de couleur brun foncé, bordées de rouge.
Au premier contact, des cellules T sont activées, ce qui entraîne la production de cellules T CD4 et CD8 sensibles à l'urushiol. Ces dernières vont activer une réponse immunitaire plus vive et robuste lors des prochaines expositions à l'urushiol. Les kératinocytes et les monocytes semblent également jouer un rôle dans la libération de cytokines locales et de médiateurs pro-inflammatoires,. Beaucoup de ces voies peuvent être bloquées ou inhibées par un traitement corticoïde.

#### Épidémiologie
Le contact avec le suc de cette plante est l'une des causes les plus fréquentes de dermatite de contact (dermatose bulleuse dans les cas les plus sévères) aux États-Unis et la cause la plus fréquente est le contact avec le suc de cette espèce et de 3 autres espèce proches.
Cette dermatite peut survenir à tout âge, dans toutes les ethnies et sur tout type de peau ; environ 25 à 40 millions de cas étaient traités par an dans les années 1980,. Les travailleurs exposés (services forestiers notamment) sont couramment touchés, aux extrémités le plus souvent,,.

#### Mécanisme allergique
Quand la sève ou le suc du sumac entre en contact avec la peau humaine, elle provoque une réaction allergique extrêmement irritante (impliquant une libération de cytokines locales via des cellules présentatrices d'antigène (APC), et d'autres médiateurs inflammatoires aigus qui initient la sensibilisation, via les mastocytes),, avec dans les cas graves des lésions bulleuses pouvant se surinfecter.
Le composé allergène du suc est rapidement absorbé dans la peau car très lipophile. Il est capté par les cellules de Langerhans de l'épiderme (ce pourquoi le lavage doit être fait rapidement). La dermatite de contact apparaît généralement 24 à 48 heures après le contact, et parfois jusqu'à 2 semaines plus tard.
Les symptômes disparaissent au mieux dans les 2 à 5 jours et après quelques semaines dans les cas sévères non soignés. Il est fréquemment indiqué que le premier contact ne provoque pas d'effet autre que de sensibiliser l'individu chez lequel un contact ultérieur provoquera la réaction allergique[réf. souhaitée].
L'agent irritant appartient au groupe des urushiols, qui sont des catechols (= 1,2-dihydroxybenzene) substitués en position 3 par une chaîne en C15 plus ou moins insaturée.
Ces composés ont des propriétés biologiques particulières ; l'urushiol est très tenace et non volatil, il peut occasionner des lésions par contact direct ou indirect avec des feuilles, tiges ou racines coupées, meurtries ou blessées de la plante.
Des expériences faites sur le modèle animal murin (application sur la peau des composants de l'huile d'urushiol de sumac vénéneux, espèce proche du Sumac grimpant) ont montré que la souris est sensible au suc de la plante durant environ 25 jours. L'analyse de sérums prélevés quand la réponse de sensibilisation de contact diminuait chez ces animaux, a montré que l'allergie disparaissait quand l'induction de la sensibilisation au 3-n-pentadécylcatéchol(PDC), un composant de l'urushiol, diminuait ; le facteur sérique suppressif est un composé spécifique, présent en plus grande quantité 25 jours après la sensibilisation, mais qui n'est plus détectable 40 jours après la sensibilisation. Il s'est montré transférable à une autre souris pour prévenir l'allergie (désensibilisation) : une seule dose de 0,6 ml de la fraction IgG purifiée administrée 7 jours avant la sensibilisation d'une souris suffit.

Une autre étude a montré que les fractions d'immunoglobulines IgG sériques de sujets humains hyposensibilisés au sumac vénéneux (par administration orale d'urushiol) suppriment l'induction de réponses d'hypersensibilité de type retardé (DTH) chez la souris à cet haptène.

#### Degré de susceptibilité individuelle
En Amérique du Nord, environ 50 à 70 voire 75 % de la population serait sensible au suc de cette plante. Des causes génétiques ou d'histoire de vie peuvent expliquer ces variations de susceptibilité selon l'individu ou le moment de la vie.
En particulier, beaucoup d'allergènes et de sensibilisants cutanés connus (ou leurs variantes chimiques) sont ingérés via l'alimentation ou d'autres sources. Or l'exposition orale à des substances antigéniques peut entraîner une tolérance ; ce qui explique que la consommation/ingestion de sensibilisants peut avoir un impact sur le degré (étendue, durée et force) de la sensibilisation cutanée, surtout si le sensibilisant a été consommé tôt dans la vie, avant le premier contact avec la peau. Une revue récente (2020) de la littérature clinique et épidémiologique humaine a porté sur ce sujet.

#### Possibles allergies croisées
Chez les patients sensibilisés à l'urushiol, un risque d'allergie croisée est possibles avec la sève ou les produit (fruits ; mangue, noix de cajou…) de plusieurs autres espèces de la famille des noix de cajou/sumac ou Anacardiaceae ; de même avec le ginkgo biloba.

### Prise en charge
Immédiatement, si possible, laver à l'eau froide et au savon (ou avec un détergent doux) les parties du corps ayant été en contact avec le suc, c'est la méthode la plus raisonnable (par rapport à d'autres plus coûteuses et/ou difficilement applicables rapidement car moins rapidement accessibles pour le patient). Il est cependant important de penser à nettoyer sous les ongles et de conserver à l'esprit que les cheveux, la barbe, moustache doivent aussi être lavés si l'on pense qu'ils ont été directement ou indirectement exposés au suc de la plante.

On lit parfois qu'il est préférable de ne pas utiliser de savon car il contribuerait à étaler la sève toxique et/ou enlever la couche lipidique qui protège naturellement la peau ; le lavage au savon n'annulant pas complètement l'effet, mais pouvant le diminuer. Il y a consensus sur le fait que les vêtements éventuellement contaminés par le suc de la plante doivent être retirés dès que possible et soigneusement lavés. Les outils contaminés sont aussi une source possible d'allergène.
Par la suite, la calamine et les pansements humides peuvent soulager les démangeaisons.
Les antihistaminiques (topiques ou oraux) ont un effet provisoirement sédatif contre le prurit, mais ne guérissent pas la lésion, car le processus biochimique en cause n'est pas dû à une libération d'histamine.
Des corticostéroïdes, administrés sous forme de médicaments topiques ou sous forme systémique (à dose modérée à élevée) sont utiles au début de l'évolution des lésions, surtout si appliqués avant l'apparition de papules ou de vésicules,.
Dans les cas sévères, une prescription de prednisone est utile, mais à dose décroissante en commençant par  1 mg/kg/jour chez l'adulte moyen (0,5 mg/kg/jour chez les enfants) pour une dose maximale de 60 mg/jour et diminuer chaque semaine pendant trois semaines pour prévenir la dermatite de rebond,.
Les alternatives pour les patients qui pourraient ne pas supporter les corticostéroïdes systémiques sont l'application de corticostéroïdes topiques (à dose modérée) avec un pansement occlusif pendant 24 heures, ensuite renouvelé 48 heures après l'application initiale.
Une crème à base de cortisone aide à assécher les lésions bulleuses.
Le Buro (topique à base d'acétate d'aluminium vendu en pharmacies) soulagera l'inflammation de la peau. Après application du Buro-Sol, une crème d'hydro-cortisone peut être appliquée sur la peau sèche[réf. souhaitée].

### Prévention
Les personnes travaillant ou se rendant dans des environnements riches en sumac devraient apprendre à identifier la plante, à s'en protéger et disposer de quoi se soigner rapidement en cas de contact avec le suc de la plante. Différentes barrières de protection topiques (crèmes, nomades) ont été testées, dont l'une à base d'argile absorbante (bentonite),.
Par un arrêté du 4 septembre 2020, l'État français donne l'obligation aux distributeurs et vendeurs de Sumac grimpant d'informer leurs clients, via un étiquetage spécifique, de sa toxicité en cas de contact,.

## Biochimie
Dans la seconde partie du XXe siècle, des méthodes ont été développées pour améliorer l'analyse et l'étude des fractions d'urushiol d'extraits de différentes parties de plantes, pour améliorer notamment l'analyse GLC directe des congénères catéchol C15 alcényle de la chaîne latérale contenus dans la fraction urushiol d'autres plantes et des homologues C17 du sumac vénéneux ; plusieurs phases liquides en ont été étudiées, à divers degrés de séparation. « Les effets de l'extraction avant et après séchage ont démontré qu'un plus grand pourcentage d'urushiol était obtenu lorsque le matériel végétal frais était extrait avec de l'éthanol ».

## Aspects éco-génomiques
En 2015, des chercheurs ont séquencé et publié le génome entier de cette plante. Ils ont également annoté 11 bactéries endophytes (endobactéries) des tissus de Toxicodendron radicans, dont cinq appartiennent au genre Pseudomonas et six sont des membres uniques d'autres genres. Ce génome comprend 454 874 194 paires de bases, réparties en 42 021 gènes.
Selon les auteurs, il serait intéressant d'étudier l'éventuelle capacité de ces souches bactériennes à métaboliser l'huile d'urushiol car l'importance du groupe des Pseudomonas endophytes isolées par cette étude, comme c'est aussi le cas pour d'autres plantes, dont notamment la vigne, y compris dans ses fleurs ou encore dans les graines d'épinette de Norvège (11), peut faire évoquer une relation symbiotique mutualiste avec la plante (ces bactéries favorisent la croissance de la plante qui en échange leur offre un habitat et des sucres via la photosynthèse).